# John Fowler (Erfinder)
John Fowler (* 11. Juli 1826 in Melksham, Wiltshire; † 4. Dezember 1864 in Ackworth, Yorkshire) war ein englischer Erfinder und Ingenieur.

## Leben
Fowler studierte Ingenieurwissenschaften in Middlesbrough-on-Tees. Um 1850 erfand er ein System zur Drainage.
1852 begann Fowler mit Versuchen zur Nutzung der Dampfmaschine im Ackerbau und 1858 verlieh die Royal Agricultural Society (Königliche Landwirtschaftliche Gesellschaft) ihm ein Preisgeld von 500 Lb. für einen Dampfpflug, das sie für einen wirtschaftlichen Ersatz von Pflug oder Spaten ausgelobt hatte.
1862 gründete Fowler in Hunslet, Leeds, die Firma Fowler & Co., einen Hersteller u. a. von Landmaschinen und Lokomobilen.
Durch das Fowlersche Zwei-Maschinen-System werden Pflug, Krümler oder Egge an einem Drahtseil zwischen zwei abwechselnd arbeitenden „Pfluglokomotiven“ hin und her gezogen.